# سوزان ي. ديزجاردينز
اللواء سوزان ي. ديزجاردينز (بالإنجليزية: Susan Y. Desjardins)‏ مديرة الخطط والسياسات في القيادة الاستراتيجية الأمريكية في قاعدة أوفوت الجوية في نيبراسكا.
شاركت في حرب الخليج الثانية.